# Giuseppe Fiorini Morosini

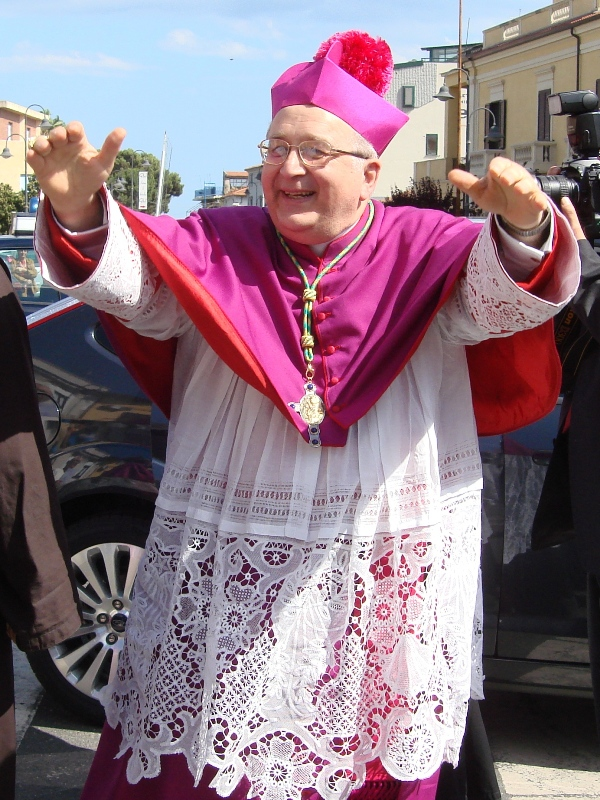
Giuseppe Fiorini Morosini (2008)

Wappen von Giuseppe Fiorini Morosini als Erzbischof von Reggio Calabria-Bova

Giuseppe Fiorini Morosini OM (* 27. November 1945 in Paola, Italien) ist ein italienischer Ordensgeistlicher und emeritierter römisch-katholischer Erzbischof von Reggio Calabria-Bova.

## Leben
Giuseppe Fiorini Morosini trat der Ordensgemeinschaft der Paulaner bei, legte die Profess am 8. Dezember 1966 ab und empfing am 2. August 1969 die Priesterweihe. 
Papst Benedikt XVI. ernannte ihn am 20. März 2008 zum Bischof von Locri-Gerace-Santa Maria di Polsi. Die Bischofsweihe spendete ihm der Präsident des Päpstlichen Rates für Gerechtigkeit und Frieden und für die Seelsorge für die Migranten und Menschen unterwegs, Renato Raffaele Kardinal Martino, am 9. Mai desselben Jahres; Mitkonsekratoren waren Giuseppe Bertello, Apostolischer Nuntius in Italien und San Marino, und Salvatore Nunnari, Erzbischof von Cosenza-Bisignano. Als Wahlspruch wählte er In fide Filii Dei vivo.
Am 13. Juli 2013 ernannte ihn Papst Franziskus zum Erzbischof von Reggio Calabria-Bova. Die Amtseinführung folgte am 9. September desselben Jahres.
Am 20. März 2021 nahm Papst Franziskus seinen altersbedingten Rücktritt an.